# Тритениј де Сус (Клуж)
Тритениј де Сус (рум. Tritenii de Sus) насеље је у Румунији у округу Клуж у општини Тритениј Де Жос. Oпштина се налази на надморској висини од 362 m.

## Становништво
Према подацима из 2002. године у насељу је живело 1159 становника.

### Попис2002.
| Расподела становништва по националности 2002.‍ | Расподела становништва по националности 2002.‍ | Расподела становништва по националности 2002.‍ | Расподела становништва по националности 2002.‍ | Расподела становништва по националности 2002.‍ |
| --------------------------------------------- | --------------------------------------------- | --------------------------------------------- | --------------------------------------------- | --------------------------------------------- |
|                                               |                                               |                                               |                                               |                                               |
| Румуни                                        | Румуни                                        |                                               | 1.079                                         | 93,1%                                         |
| Мађари                                        | Мађари                                        |                                               | 51                                            | 4,4%                                          |
| Роми                                          | Роми                                          |                                               | 29                                            | 2,5%                                          |